# Esnagi Lake
Esnagi Lake är en sjö i Kanada.   Den ligger i distriktet Algoma och provinsen Ontario, i den sydöstra delen av landet, 700 km nordväst om huvudstaden Ottawa. Esnagi Lake ligger 390 meter över havet.
I omgivningarna runt Esnagi Lake växer i huvudsak blandskog. Trakten runt Esnagi Lake är nära nog obefolkad, med mindre än två invånare per kvadratkilometer.